# Komsomolskie Zjednoczenie Przemysłu Lotniczego

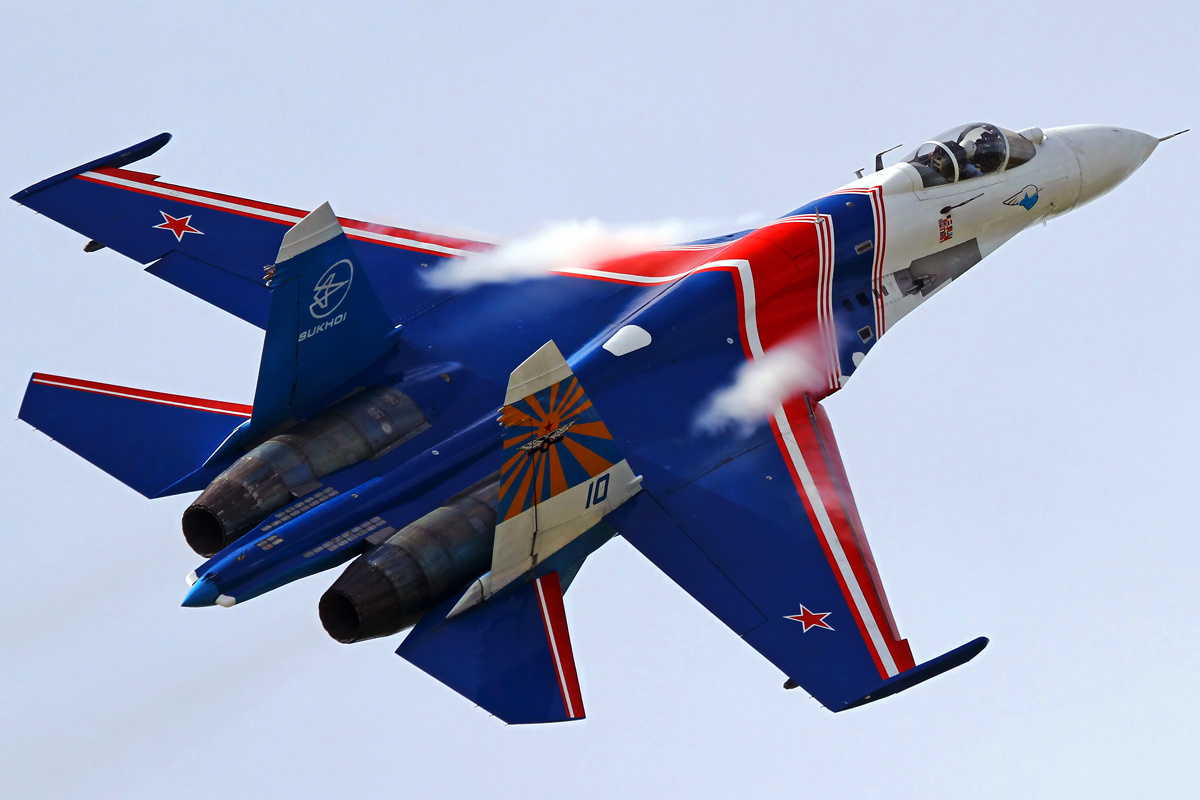
Samolot Su-27

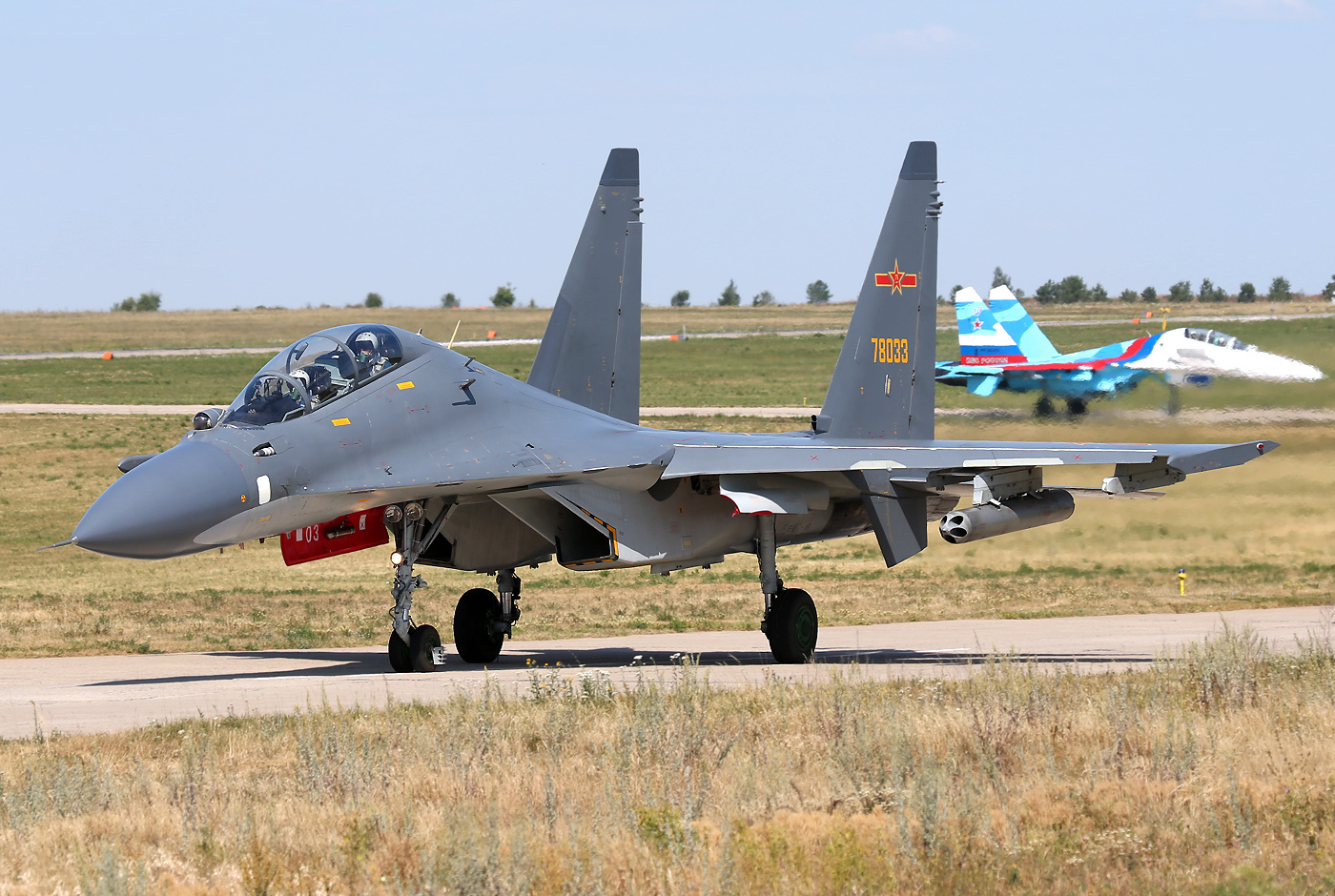
Chiński Su-30MKK

Komsomolskie Zjednoczenie Przemysłu Lotniczego imienia Jurija Gagarina (rus. Комсомольское-на-Амуре авиационное производственное объединение имени Ю. А. Гагарина), potocznie КнААПО (KnAAPO) – jedno z największych rosyjskich przedsiębiorstw przemysłu lotniczego z siedzibą w Komsomolsku nad Amurem. Przedsiębiorstwo jest głównym producentem samolotów Biura Konstrukcyjnego Suchoja.

## Historia[1]
- Zakłady lotnicze z założenia miały być największym zakładem przemysłowym i mieć miastotwórcze znaczenie dla Komsomolska. Budowę rozpoczęto w 1934 roku – czyli dwa lata po założeniu miasta. Zakład wówczas był oznaczany numerem 126[2]
- Pierwszymi maszynami wyprodukowanymi przez zakład były samoloty rozpoznawcze R-6 konstrukcji Tupolewa – których produkcję rozpoczęto w 1936 roku.
- W czasie II wojny światowej produkowano samoloty bombowe dalekiego zasięgu DB-3 i Ił-4.
- Po II wojnie światowej w zakładach produkowano samoloty transportowe Li-2 oraz samoloty myśliwskie MiG-15 i MiG-17.
- W 1956 roku zakłady nawiązały współpracę z Biurem Konstrukcyjnym Suchoja. Efektem współpracy była produkcja samolotów Su-7 i Su-17.
- Poza produkcją gotowych samolotów w zakładach produkowano samosterujące rakiety R-6 i P-70 Ametyst. Dla Nowosybirskiego Zjednoczenia Przemysłu Lotniczego produkowano mechanizm obrotowy skrzydła i część ogonową dla bombowca Su-24. Ponadto produkowano część ogonową samolotu Ił-62.
- W 1976 roku przystąpiono do produkcji samolotów z rodziny Su-27 – którego różne warianty i modyfikację stanowią obecnie podstawę produkcji zakładów.
- W styczniu 2010 roku dokonano pierwszego oblotu samolotu piątej generacji PAK FA.

## Obecna produkcja
- myśliec przechwytujący Su-27
- samolot myśliwsko-bombowy Su-33
- wielozadaniowy samolot myśliwski Su-30